# Deken (corps diplomatique)
De Deken van het corps diplomatique is in sommige landen de langstzittende ambassadeur of apostolisch nuntius die op grond van zijn of haar senioriteit de meest vooraanstaande positie inneemt binnen het geheel van de in dat land geaccrediteerde ambassadeurs. Bij plechtigheden waarbij het gehele corps is uitgenodigd zal het in die gevallen bijvoorbeeld de deken zijn, die namens alle overige ambassadeurs het woord voert. 
In landen waar het Rooms-katholicisme de leidende godsdienst is, is traditioneel niet degene die in senioriteit bovenaan staat, maar - bij gratie van artikel 14 van het protocol van het Congres van Wenen uit 1815 - de nuntius ambtshalve deken van het Corps Diplomatique. 
De deken van het Corps onderhandelt in voorkomende gevallen ook met het lokale gezag over zaken die het gehele corps raken, zoals bijvoorbeeld in re de betaling van bepaalde belastingen.